# 沃尔高达市镇

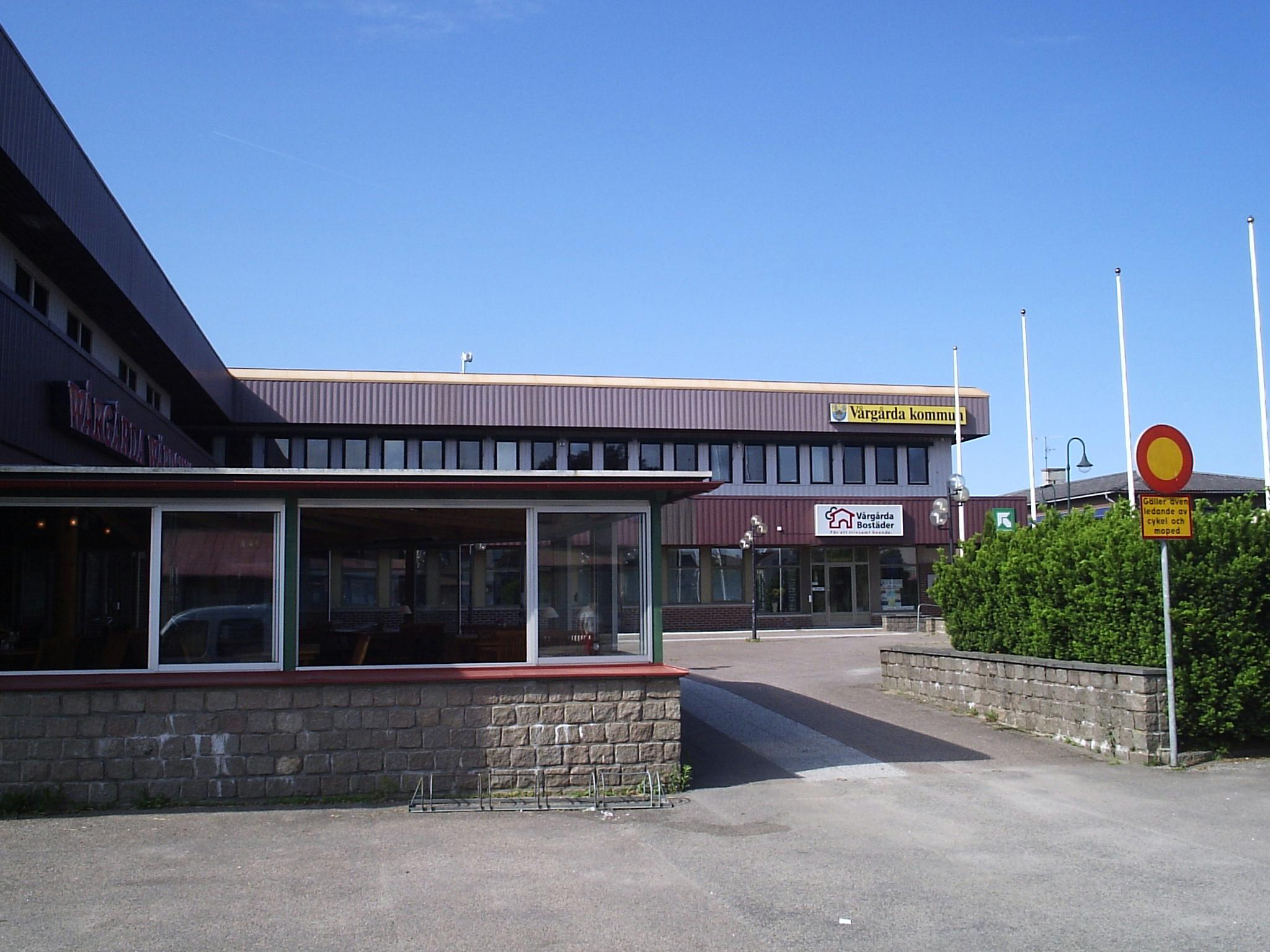
沃尔高达市政厅

沃尔高达市镇（瑞典語：Vårgårda kommun）是位于瑞典西部的西约塔兰省的市镇。市镇中心为沃尔高达。
1952年当地政府进行改革，通过合并多个市镇而成立了此市镇。它的名字来源于当地唯一的一个较大的城区沃尔高达。它的领土范围并不受1971年改革的影响。
19世纪瑞典的宗教复兴运动很强大，时至今日基督教氛围在很多钞票上都依稀可辨。
谈到工业方面，沃尔高达市镇拥有全国有名的公司，比如奥拓立夫。

## 地理方位
沃尔高达市镇中心位于阿林萨斯和赫尔约佳之间，是这个以农村为主的地方唯一一个居民超过200人的地区。